# طواف شرق بوهيميا 2016
طواف شرق بوهيميا 2016 (بالفرنسية: Tour de Bohême de l'Est 2016)‏ هو سباق دراجات هوائية، وهو الموسم رقم 2 من السباق، وأقيم خلال الفترة 9 سبتمبر 2016، وحتى 10 سبتمبر 2016، وهو أحد سباقات طواف أوروبا للدراجات 2016.
فاز فيه بالمركز الأول جان تراتنيك، وبالمركز الثاني Francesc Zurita ‏، وبالمركز الثالث ماكس كانتر.

## المراحل
| قائمة المراحل | قائمة المراحل | قائمة المراحل            | قائمة المراحل | قائمة المراحل | قائمة المراحل   | قائمة المراحل   |
| المرحلة       | التاريخ       | الدورة                   |               | المسافة (كم)  | الفائز بالمرحلة | القائد العام    |
| ------------- | ------------- | ------------------------ | ------------- | ------------- | --------------- | --------------- |
| 1             | 9 سبتمبر      | Lázně Bělohrad ‏ – ترتنوف | مرحلة جبلية   | 159           | František Sisr ‏ | František Sisr ‏ |
| 2             | 10 سبتمبر     | Opočno ‏ – Opočno ‏        | مرحلة جبلية   | 178           | جان تراتنيك     | جان تراتنيك     |

## النتيجة

### مرحلة 1
هي مرحلة جبلية، أجريت في 9 سبتمبر 2016، وامتدّت لمسافة 159 كيلومتر فاز بالمرحلة František Sisr ‏، ومتصدر الترتيب العام في نهاية المرحلة František Sisr ‏.
| التصنيف العام | التصنيف العام    | التصنيف العام | التصنيف العام    | التصنيف العام |        |
| الدراج        | الدراج           | البلد         | الفريق           | الوقت         | السرعة |
| ------------- | ---------------- | ------------- | ---------------- | ------------- | ------ |
| 1.            | František Sisr ‏  | التشيك        | Klein Constantia | 3 س 22 د 21 ث |        |
| 2.            | جان تراتنيك      | سلوفينيا      | Amplatz-BMC      | + 5 ث         |        |
| 3.            | Francesc Zurita ‏ | إسبانيا       |                  |               |        |

### مرحلة 2
هي مرحلة جبلية، أجريت في 10 سبتمبر 2016، وامتدّت لمسافة 178 كيلومتر فاز بالمرحلة جان تراتنيك.
| التصنيف العام | التصنيف العام    | التصنيف العام | التصنيف العام   | التصنيف العام |        |
| الدراج        | الدراج           | البلد         | الفريق          | الوقت         | السرعة |
| ------------- | ---------------- | ------------- | --------------- | ------------- | ------ |
| 1.            | جان تراتنيك      | سلوفينيا      | Amplatz-BMC     | 7 س 37 د 37 ث |        |
| 2.            | Francesc Zurita ‏ | إسبانيا       |                 |               |        |
| 3.            | ماكس كانتر       | ألمانيا       | LKT Brandenburg | + 19 ث        |        |

## الفائزون
| الترتيب | الفائز           |
| ------- | ---------------- |
| الفائز  | جان تراتنيك      |
| الثاني  | Francesc Zurita ‏ |
| الثالث  | ماكس كانتر       |

## وصلات خارجية
- الموقع الرسمي
- طواف شرق بوهيميا 2016 على موقع إحصائيات الدراجات الإحترافية (الإنجليزية)